# Швейцарский Робинзон
«Швейцарский Робинзон» (другое название — «Швейцарская семья Робинзонов») — приключенческий роман для детей, написанный швейцарским пастором, прозаиком Йоханном Давидом Виссом, завершённый и отредактированный его сыном Иоганном Рудольфом и опубликованный на немецком языке как «Der schweizerische Robinson» (1812—1827).
Книга повествует о приключениях швейцарской семьи, которая пережила кораблекрушение и вынуждена вести жизнь на пустынном острове.

## Сюжет

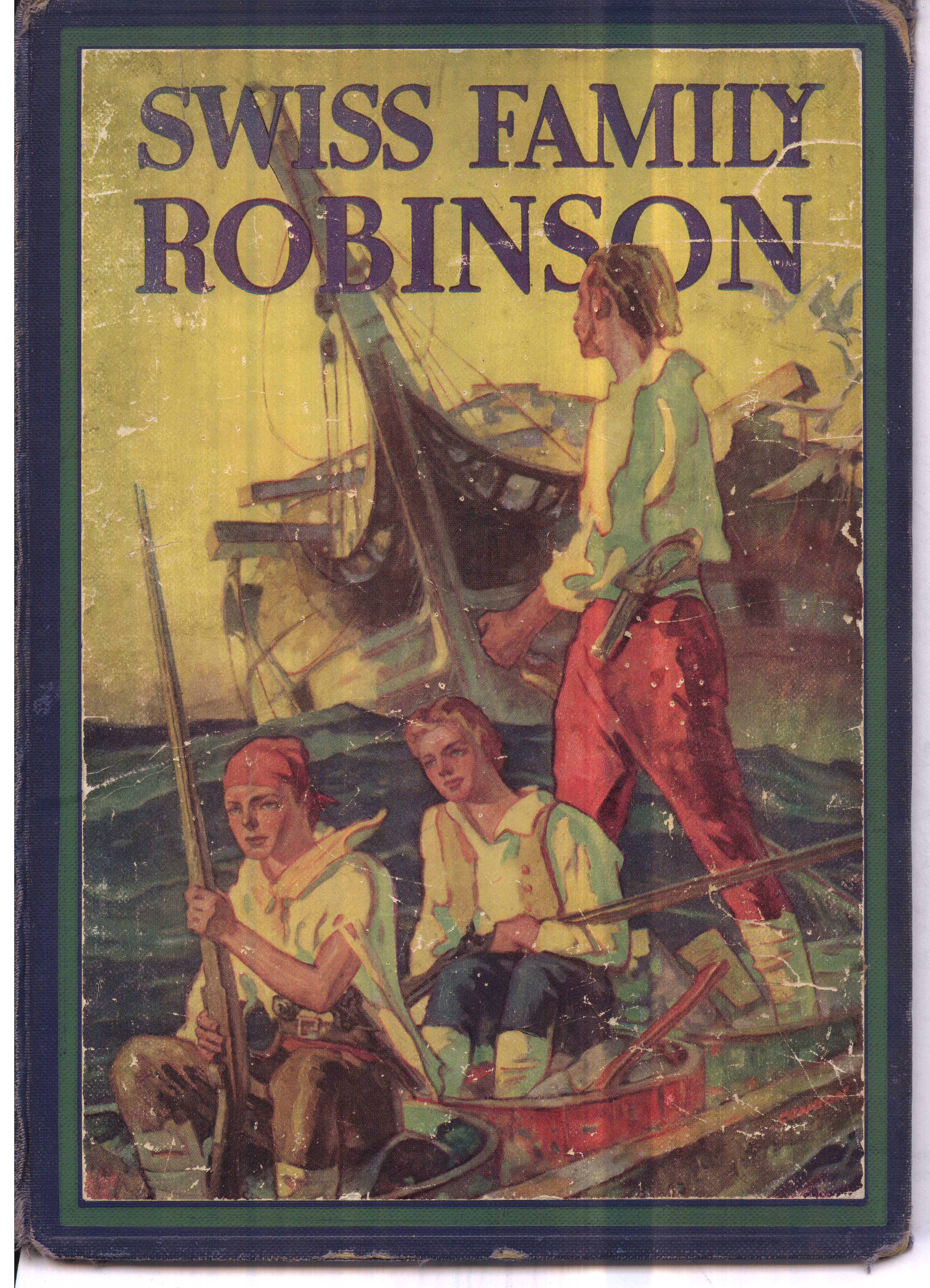
Английское издание

Книга написана от первого лица. Семья швейцарцев, в которую входят отец-пастор, рассказывающий о приключениях, его жена, четверо детей-мальчиков — Фриц (14 лет), Эрнест (12 лет), Жак (10 лет) и Франсуа (6 лет), а также две собаки, Турка и Билль, хотят начать новую жизнь на островах Пряностей.
По пути в Австралию корабль путешественников попадает в сильный шторм и терпит крушение наткнувшись на рифы в Индийском океане. Потерпевшие крушение вынуждены вместе с домашними животными и частью груза высадиться на пустынный тропический остров. Здесь они учатся обращаться с имеющимися инструментами и предметами, обнаруженными на острове, и использовать их в быту. Члены семьи строят жилище на ветвях дерева, учатся охотиться и ловить рыбу, изготавливать необходимые в хозяйстве предметы из подручных средств, добывают сахар из сахарного тростника и пытаются построить корабль, чтобы спастись с острова, ведут простую жизнь, которой, в целом, довольны.

Спустя десять лет на их остров попадает потерпевшая кораблекрушение англичанка Дженни. Робинзоны принимают её в семью.

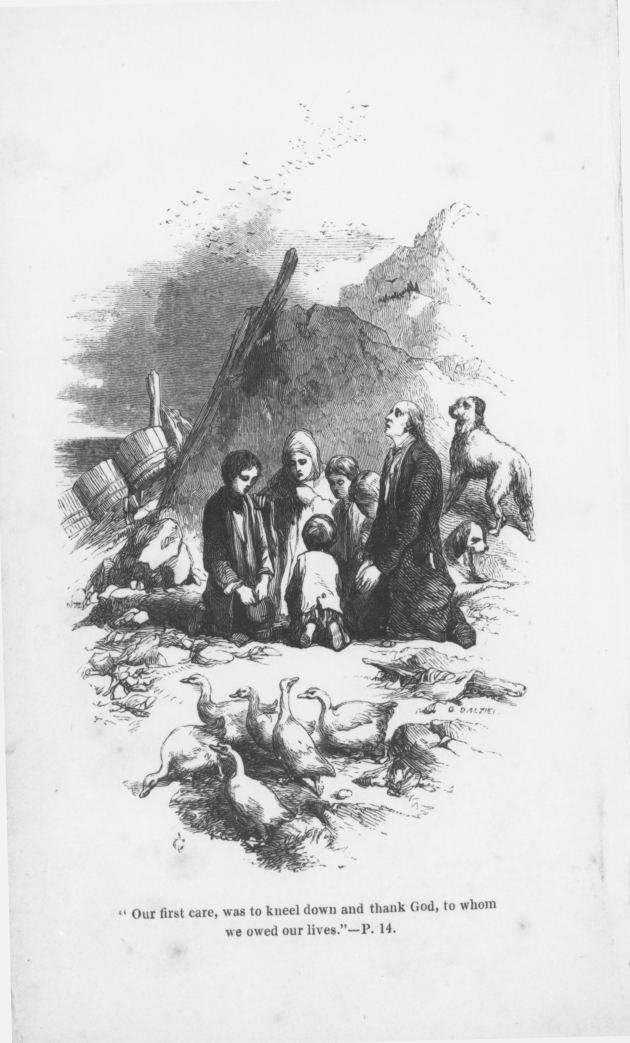
Иллюстрация американского издания 1851 года Джона Гилберта

Спустя какое-то время к острову подходит британский корабль. Родители с несколькими своими детьми решают остаться и жить до смерти в «Новой Швейцарии». Фриц и Франц расстаются с Дженни и возвращаются в Европу.

## Создание и популярность
Считается, что автора вдохновила книга Даниеля Дефо «Робинзон Крузо», но Висс хотел написать поучительную историю для своих детей. Впервые роман опубликован на немецком языке в 1812 году, на английский его перевели через два года. После первоначальной публикации неполной версии, которая была переведена на французский язык (с дополнениями) и английский (также слегка изменённый), Иоганн Рудольф Висс опубликовал окончательную версию в четырёх томах в 1827 году. Книга быстро завоевала популярность и за пределами немецкоязычных стран.
Жюлю Верну с детства очень нравился этот роман, среди всех «робинзонад» он ставил его на первое место. Позже Верн написал, как продолжение романа «Швейцарский Робинзон» свой роман «Вторая родина», а затем продолжил тему в романах «Дядюшка Робинзон» (1869—1870), «Школа Робинзонов» (1882).
Как моряк с большим опытом, английский писатель Фредерик Марриет был раздражён тем, что в «Швейцарском Робинзоне» кораблекрушение показано романтическим приключением, а роль природы практически не учитывается. Поэтому Марриет написал свой приключенческий роман для детей «Крушение „Великого Океана“» как ответ на роман Висса.

## Экранизации
Книга несколько раз экранизировалась.
- ок. 1900 — Al-Ṭurfa al-Šahiyya fī aḫbār al-ʿAʾila al-Swīsiyya (арабский)
- 1940 — Swiss Family Robinson
- 1947 — Swiss Cheese Family Robinson
- 1960 — Swiss Family Robinson Уолта Диснея
- 1976 — The Swiss Family Robinson
- 1981 — 50-серийный анимационный сериал «Флона на чудесном острове» (Швейцарская Семья Робинзонов: Флона на Таинственном Острове) студии Nippon Animation (Япония)
- 1998 — The Adventures of Swiss Family Robinson
- 2002 — Остров надежды (США)